# Amazing Fantasy
Amazing Fantasy (Até a edição #14 nomeada Amazing Adult Fantasy) é uma antologia de histórias em quadrinhos publicada pela Marvel Comics de 1961 a 1962, e retomada em 1995 e nos anos 2000. É mais conhecido como o título que introduziu o popular super-herói Homem-Aranha, em sua edição de número #15, a última do título, em 1962.

## Histórico de publicação
A antologia de ficção científica e fantasia Amazing Adult Fantasy começou com a edição nº 7 ( capa datada de dezembro de 1961), tendo assumido o número da antologia semelhante Amazing Adventures. As edições anteriores, antes da mudança de título, apresentavam histórias desenhadas por vários artistas, incluindo Jack Kirby, Don Heck e Steve Ditko. Amazing Adult Fantasy apresentava exclusivamente os contos rápidos, peculiares e com final surpreendente do artista Ditko e do escritor-editor Stan Lee, que apareceram em Amazing Adventures e títulos irmãos, principalmente com monstros furiosos. A capa da história em quadrinhos trazia o lema "A revista que respeita sua inteligência".
Em 2009, Lee descreveu essas "curtas tiras de preenchimento de cinco páginas que Steve e eu fazíamos juntos", originalmente "colocadas em qualquer um dos nossos quadrinhos que tivesse algumas páginas extras para preencher", como "contos de fantasia estranhos que eu inventava com finais [reviravoltas] no estilo de O. Henry". Dando um exemplo inicial do que mais tarde seria conhecido como o "Método Marvel" de colaboração entre escritor e artista, Lee disse: "Tudo o que eu precisava fazer era dar a Steve uma descrição de uma linha do enredo e ele já estava pronto. Ele pegava aqueles esboços que eu havia lhe dado e os transformava em pequenas obras de arte clássicas que acabavam sendo muito mais legais do que eu tinha o direito de esperar".
Com a edição nº 15 (agosto de 1962), Amazing Adult Fantasy foi renomeado para Amazing Fantasy. O artigo principal desta edição apresentou o super-herói Homem-Aranha , escrito por Lee e desenhado por Ditko, embora Lee tenha rejeitado a arte da capa de Ditko e contratado Jack Kirby para desenhar uma capa que Ditko desenhou. Como Lee explicou em 2010: "Acho que pedi para Jack esboçar uma capa porque sempre tive muita confiança nas capas de Jack". Em inúmeras entrevistas, Lee lembrou como o título estava programado para cancelamento e, sem nada a perder, o editor Martin Goodman concordou relutantemente em permitir que ele apresentasse o Homem-Aranha, um novo tipo de super-herói - um que seria um adolescente, mas não um ajudante, e que teria dúvidas, neuroses e problemas financeiros comuns. No entanto, embora esta fosse de fato a edição final, sua página editorial antecipou a continuação da história em quadrinhos e que "o Homem-Aranha [sic]... aparecerá todo mês na Amazing ".
Em 2008, um doador anônimo doou as 24 páginas originais da arte de Ditko para Amazing Fantasy #15 para a Biblioteca do Congresso, que incluía a estreia do Homem-Aranha e as histórias "The Bell-Ringer", "Man in the Mummy Case" e "There Are Martians Among Us".
De qualquer forma, as vendas de Amazing Fantasy #15 provaram ser uma das mais altas da Marvel na época, então a empresa lançou a série de quadrinhos The Amazing Spider-Man sete meses depois.

## Em outras mídias
- O enredo de Amazing Fantasy #15 foi adaptado várias vezes em mídias do Homem-Aranha, como em Spider-Man (2002) e The Amazing Spider-Man (2012).
- O trecho do monólogo dito pelo narrador no final do quadrinho Amazing Fantasy #15, Com grandes poderes vêm grandes responsabilidades, é referenciada em várias mídias sendo geralmente atribuídas a Ben Parker, em filmes do Homem-Aranha, ela apareceu em Spider-Man (2002), em uma cena deletada de The Amazing Spider-Man 2 (2014), Spider-Man: Into the Spider-Verse (2018), Spider-Man: No Way Home (2021), Spider-Man: Across the Spider-Verse (2023) e Madame Web (2024). A frase também foi parodiada em filmes como Superhero Movie (2008), Ant-Man (2015).
- O primeiro episódio de Your Friendly Neighborhood Spider-Man (2025) leva o nome da série de histórias em quadrinhos.